# Yoshitomo Tokugawa
Yoshitomo Tokugawa (徳川 慶朝), né le 1er février 1950 et mort le 25 septembre 2017, est un prince et artiste japonais.
Il fut jusqu'à sa mort le chef (à la 4e génération) du Tokugawa Yoshinobu-ke, la branche de la lignée des Tokugawa fondée par Tokugawa Yoshinobu, dernier shogun du Japon.

## Biographie
Né à Sena dans la préfecture de Shizuoka, il est scolarisé à Tokyo, et entame plus tard une carrière dans la photographie (accessoirement, le passe-temps de son arrière-grand-père) et le design graphique chez Honda. Auteur indépendant, il a écrit sur l'histoire de sa famille après la restauration de Meiji. Il vendait également du café sous la marque Tokugawa Shōgun Kōhī.
Par le côté maternel de sa famille, Tokugawa Yoshitomo est également un descendant de Matsudaira Katamori.
Il meurt d'une crise cardiaque le 25 septembre 2017 à l'hôpital de Mito, préfecture d'Ibaraki.

## Publications principales
- (ja) Tokugawa Yoshinobu-ke ni Youkoso, Tokyo, Bungei-shunju, 2003.
- (ja) Tokugawa Yoshinobu-ke no Shokutaku, Tokyo, Bungei-shunju, 2005.

## Source
- (ja) Tokugawa Yoshitomo, Tokugawa Yoshinobu-ke ni yōkoso: waga ie ni tsutawaru aisubeki "saigo no shōgun" no yokogao, Tokyo, Bunshun-bunko, 2005.